# Ratpenat de ferradura de les Moluques
El ratpenat de ferradura de les Moluques (Rhinolophus keyensis) és una espècie de ratpenat de la família dels rinolòfids. Viu a Indonèsia i Timor Oriental. El seu hàbitat natural són les coves quan descansen. No hi ha cap amenaça significativa per a la supervivència d'aquesta espècie, tot i que està afectada per pertorbació de l'hàbitat.